# Billy Bond and The Jets
Billy Bond and The Jets (Billy Bond & The Jets) foi uma banda de rock argentina, durante 1978. Naquela época Serú Girán estava em processo de desenvolvimento. Billy Bond se junta aos quatro músicos de Serú Girán e forma Billy Bond and The Jets, grupo com o qual gravam um álbum; Posteriormente, a referida formação foi desmantelada e formou-se Serú Girán.

## Gravação do único disco
Billy Bond durante 1978, já morando no Brasil, se reuniu com Serú Girán para produzir seu primeiro álbum. Nos "intervalos" daquela gravação, decidiu gravar - depois de muito tempo - um LP, desta vez apoiado pelo Serú (batizado por motivos legais como "The Jets") e outros músicos como Bernardo Baraj, Nacho, Pichacho, Junior, Tico Terpin, Maytre, Flavinho e Walter Bailot. 
Billy Bond and the Jets (1978, o álbum sairia um ano depois) traz duas canções com letra e música de Charly García que mais tarde seriam tocadas ao vivo por Serú Girán. A primeira, "Discoshock", música que foi rejeitada pelo público por não entender que a música disco é criticada com ironia. A segunda, "Loco, ¿No te sobra una moneda?", também foi tocada por Charly dez anos depois, nos shows de despedida da turnê Parte de la Religion em março de 1988 no Estádio Obras, e a música foi também gravada por Billy Bond em 2018 em uma nova versão lançada no YouTube. O álbum também traz "Toda la gente" (letra e música: David Lebón), música que havia sido publicada no primeiro álbum de Lebón como "Treinta y dos macetas". 

## Discografia
- Billy Bond and the Jets (1979)

Ficha técnica
- Gravado e mixado nos estúdios "El Dorado", São Paulo, Brasil e Phonalex Studios, Buenos Aires, Argentina.
- Editado por Sazam Records (Music Hall) em 1979.